# Ichthyaetus ichthyaetus

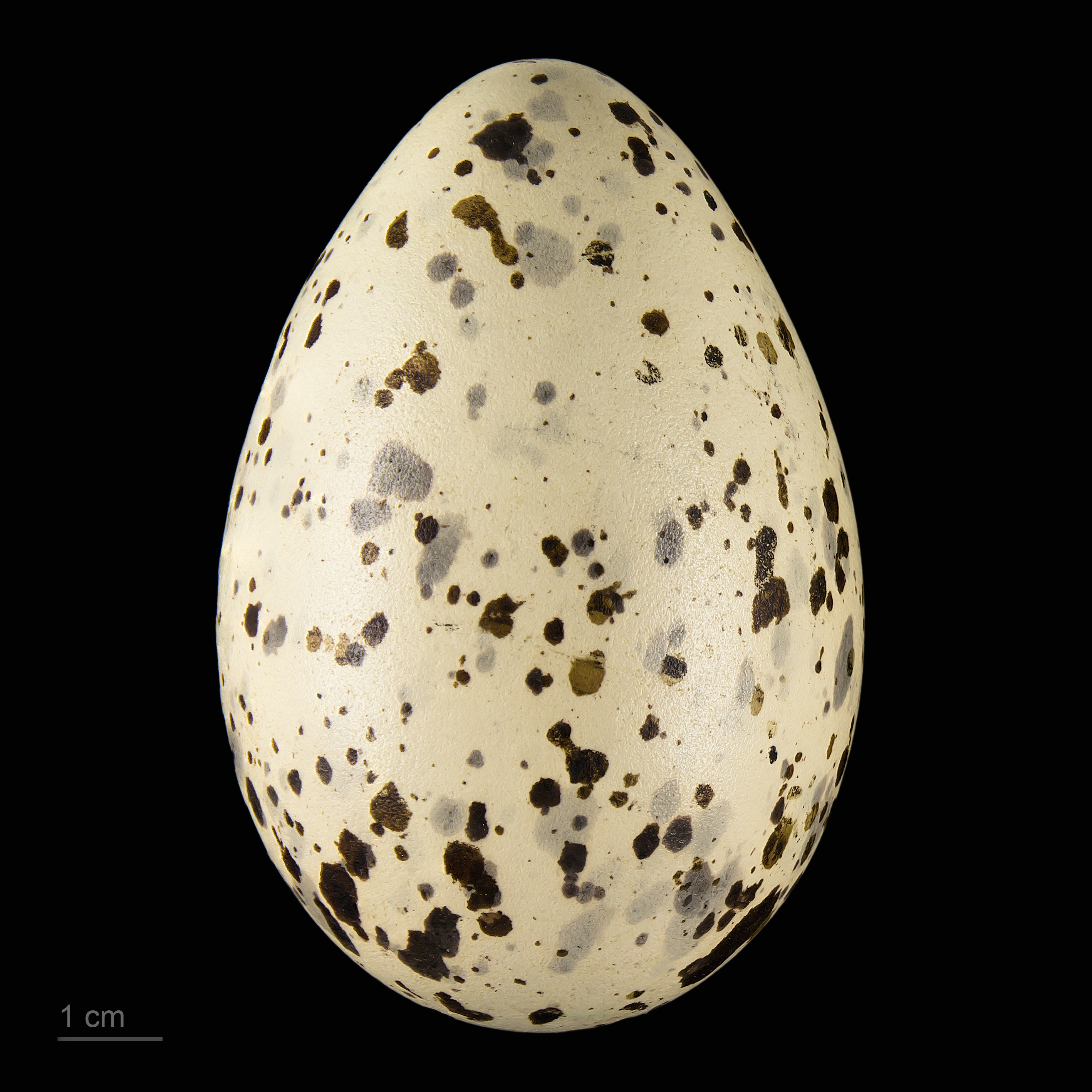
Larus ichthyaetus

Il gabbiano del Pallas (Ichthyaetus ichthyaetus, Pallas, 1773) è un uccello della famiglia dei Laridi.

## Sistematica
Ichthyaetus ichthyaetus non ha sottospecie, è monotipico.

## Distribuzione e habitat
Questo gabbiano vive in quasi tutta l'Asia continentale (ad eccezione di Vietnam, Corea e Turkmenistan), in Sri Lanka e nell'Africa orientale tra Egitto e Kenya. È di passo in gran parte dell'Europa, Italia compresa, in Tunisia, Uganda, Somalia, Siria, Libano, sulle Maldive, in Giappone e nel Laos.